# Бестогайський сільський округ
Бестога́йський сільський округ (каз. Бестоғай ауылдық округі, рос. Бестогайский сельский округ) — адміністративна одиниця у складі Єрейментауського району Акмолинської області Казахстану. Адміністративний центр — село Бестогай.
Населення — 482 особи (2021; 911 у 2009, 1511 у 1999, 2762 у 1989).
Станом на 1989 рік існували Ільїнська сільська рада (села Байсари, Ільїнка, Кизилту, селище Нецвітаєвка) та Чилінська сільська рада (села Жанажол, Чилінка) колишнього Селетінського району, з 1993 року — Бестогайський сільський округ (села Байсари, Жанажол, Ільїнка, Кизилту, Нецвітаєвка, Чилінка). Після 1999 року село Жанажол було передане до складу Тургайського сільського округу. Село Нецвітаєвкка було ліквідоване 2001 року, село Чилінка — 2003 року.

## Склад
До складу округу входять такі села:
| Населений пункт   | Колишні назви | Населення, осіб (1989) | Населення, осіб (1999) | Населення, осіб (2009) | Населення, осіб (2021) |
| ----------------- | ------------- | ---------------------- | ---------------------- | ---------------------- | ---------------------- |
| Байсари, село     | -             | 323                    | 301                    | 265                    | 153                    |
| Бестогай, село    | Ільїнка       | 1558                   | 851                    | 548                    | 278                    |
| Кизилту, село     | -             | 200                    | 138                    | 98                     | 51                     |
| Нецвітаєвка, село | -             | 20                     | 0                      | -                      | -                      |
| Чилінка, село     | -             | 661                    | 221                    | -                      | -                      |